# Mircea Andreescu
Mircea Andreescu (n. 30 decembrie 1939, Suceava, România) este un actor român de teatru și film.

## Biografie
A absolvit Liceul de băieți numărul 1, azi Emanoil Gojdu, din Oradea, în anul 1956. Și-a început cariera artistică făcând figurație la Teatrul de Stat din Oradea unde a fost remarcat de regizorul Dan Alecsandrescu care l-a sfătuit să urmeze cursurile Institutului de Artă Teatrală și Cinematografică din București. Aici, i-a avut profesori pe A. Pop Marțian și pe Octavian Cotescu A absolvit în 1964, terminând ca șef de promoție. A fost repartizat la Teatrul Dramatic Brașov unde a debutat cu rolul Agentului secret din Jocul ielelor de Camil Petrescu. În 1973, a jucat primul său rol în film, în Un august în flăcări.
În 2010, a primit Premiul UNITER pentru întreaga activitate.

## Filmografie[5]
- Un august în flăcări (serial TV, 1973)
- Trei zile și trei nopți (1976) – Weiss, membru al Biroului Comitetului Județean al PCR
- Iarna bobocilor (1977)
- Pas în doi (1985) – meșterul Anton, maistru strungar
- Vulcanul stins (1987) – Romulus Strejan, inginer geolog, autorul principal al proiectului prospecțiunilor geologice de cupru de la Detunata Pietreni
- O vară cu Mara (1989) – Sădeanu, inginer agronom, șeful Direcției Agricole Județene
- A unsprezecea poruncă (1991) – Klaus, sosia lui Eichmann, dictatorul vremelnic
- Senatorul melcilor (1995) – paznicul arcăi lui Miron
- Leapin' Leprechauns! (1995) – Leprechaun
- Un acoperiș deasupra capului (2006)
- A fost sau n-a fost? (2006) – Emanoil Pișcoci, un pensionar văduv care joacă uneori rolul lui Moș Crăciun
- Cenușă și sânge (2009)
- Medalia de onoare (2009) – Romeo Leoneanu, administratorul asociației de proprietari
- Sunt o babă comunistă (2013) – vecin de bloc
- Vacanță la țară (2015) – Bunicul
- Alb (2016) – Virgil
- Aniversarea (2017) – dl Mătăsaru
- Cadoul de Crăciun (2018) – vecinul
- Cardinalul (2019) – episcopul Alexandru Rusu
- După 40 de zile (2021) – Emil
- Mireasa mortului (2022) – Gicu
- Anul Nou care n-a fost (2024) – nea Chican